# Acontia discoidea
Acontia discoidea is een vlinder van de familie van de uilen (Noctuidae). De wetenschappelijke naam van deze soort is voor het eerst voorgesteld door Carl Heinrich Hopffer in een publicatie uit 1857.
De soort komt voor in tropisch Afrika waaronder Djibouti, Ethiopië, Somalië, Congo-Kinshasa, Kenia, Tanzania, Angola, Zambia, Mozambique, Namibië, Botswana, Zimbabwe en Zuid-Afrika.